# Iso Karhujärvi (sjö i Taivalkoski, Norra Österbotten, Finland)
Iso Karhujärvi eller Karhujärvi är en sjö i Finland. Den ligger i kommunen Taivalkoski i landskapet Norra Österbotten, i den centrala delen av landet, 600 km norr om huvudstaden Helsingfors. Iso Karhujärvi ligger 243,2 meter över havet. Den är 5,6 meter djup. Arean är 60 hektar och strandlinjen är 4,37 kilometer lång. Sjön  ingår i Ijo älvs huvudavrinningsområde. 